# Quảng trường Bhaktapur Durbar
Quảng trường hoàng cung Bhaktapur (Nepal Bhasa: Devanagari: ख्वप लायकू, Bảng chữ cái Prachalit Nepal:𑐏𑑂𑐰𑐥 𑐮𑐵𑐫𑐎𑐹) là cung điện hoàng gia của vương quốc Bhaktapur cổ nằm ở độ cao 1.400 mét (4.600 ft) so với mực nước biển. Nó được UNESCO công nhận là Di sản thế giới như là một phần của Thung lũng Kathmandu.
Quảng trường hoàng cung Bhaktapur nằm ở thị trấn Bhaktapur ngày nay, còn được gọi là Khwopa, nằm cách 13 km về phía đông thủ đô Kathmandu. Trong khu phức hợp bao gồm ít nhất bốn quảng trường riêng biệt (Quảng trường hoàng cung, Taumadhi, Dattatreya và Quảng trường gốm), Toàn bộ khu vực được gọi là Quảng trường Bhaktapur và là một địa điểm được ghé thăm nhiều ở Thung lũng Kathmandu.

## Các điểm tham quan chính

### Nge Nyapa Jhya Laaykoo (Cung điện 55 cửa sổ)
Cung điện 55 cửa sổ (Nge Nyapa Jhya Laaykoo, Devanagari: ङेङापा झ्यः लायकू, Prachalit: 𑐒𑐾𑐒𑐵𑐥𑐵 𑐗𑑂𑐫𑑅 𑐮𑐵𑐫𑐎𑐹) được xây dựng trong suốt triều đại của vua Malla là Bhupendra Malla, người cai trị từ năm 1696 tới 1722 và đã không hoàn thành cho đến năm 1754 dưới triều đại của con trai ông là Ranjit Malla.

### Đền Vatsala
Đền Vatsala là một ngôi đền đá dành riêng cho nữ thần Vatsala Devi bao gồm nhiều chạm khắc tráng lệ. Nó nổi tiếng nhất với chiếc chuông bạc được người dân địa phương gọi là "chuông của chó sủa" khi nó vang lên thì những con chó trong vùng lân cận lại sủa và hú. Chuông khổng lồ được vua Ranjit Malla treo vào năm 1737 và được sử dụng để cảnh báo lệnh giới nghiêm hàng ngày. Nó rung lên mỗi buổi sáng khi nữ thần Taleju được tôn thờ. Mặc dù ngôi đền bị phá hủy hoàn toàn bởi trận động đất Nepal năm 2015 nhưng chiếc chuông vẫn còn nguyên vẹn.

### Tượng Bhupatindra Malla
Tượng vua Bhupatindra Malla trong nghi lễ thờ cúng có thể được thấy trên một cột đối diện với cung điện. Trong số nhiều bức tượng của quảng trường, nó được coi là bức tượng tráng lệ nhất.

### Đền Nyatapola

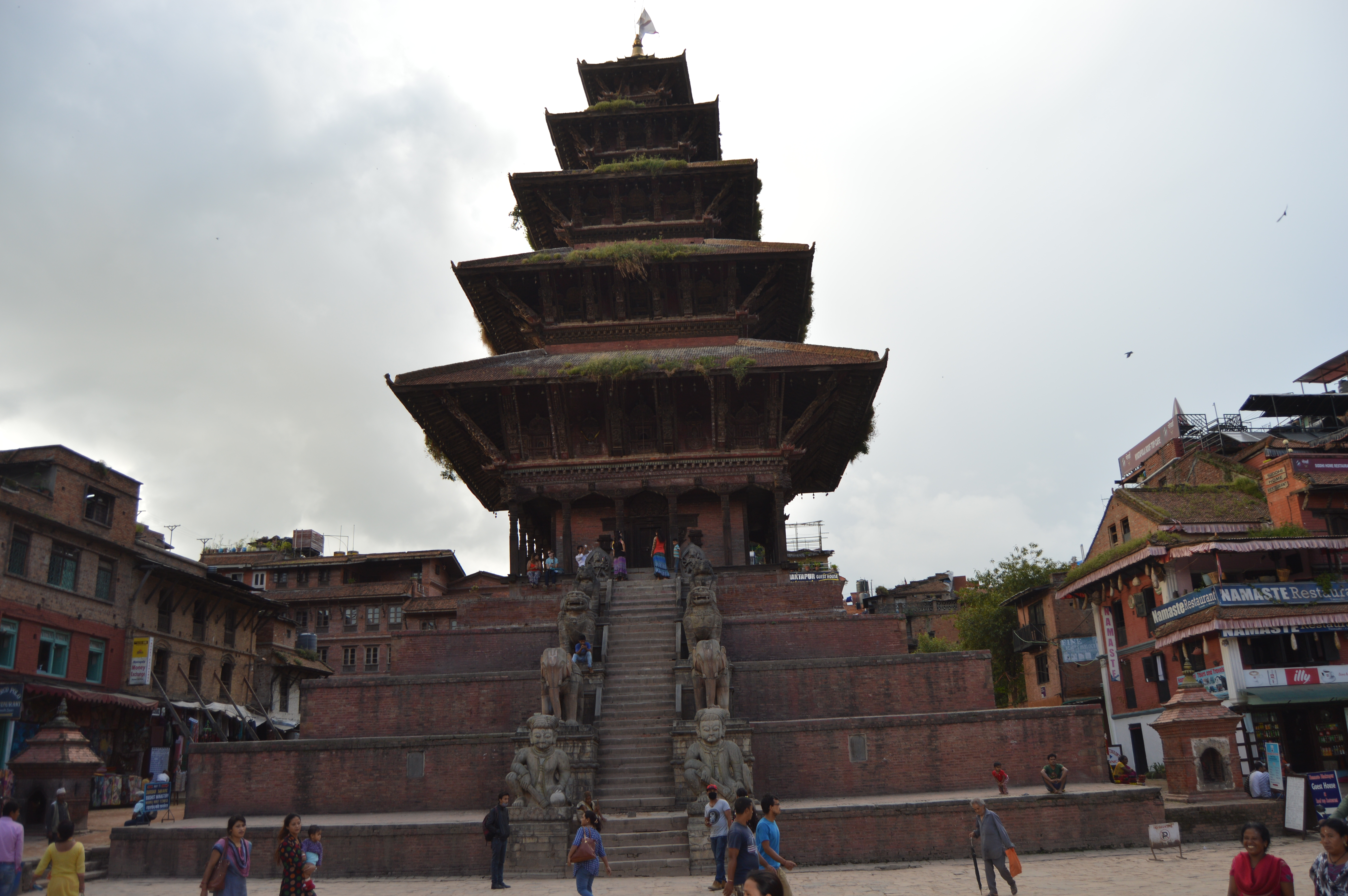
Đền Nyatapola

Nyatapola trong tiếng Newari có nghĩa là năm câu chuyện, biểu tượng của năm yếu tố cơ bản. Đây là ngôi chùa lớn nhất và cao nhất của Nepal từng được xây dựng với sự hoàn hảo về kiến trúc và vẻ đẹp nghệ thuật như vậy. Nền móng của ngôi đền được cho là rộng hơn so với ngôi đền. Ngôi đền chỉ mở cửa cho công chúng mỗi năm một lần vào lễ hội Dashain. Đây là nơi dành riêng cho nữ thần Shiddhilaxmi. Những bức tượng được sắp xếp thành hai hàng bên cầu thang như những người bảo vệ ngôi đền và nơi nữ thần trú ngụ, có thể nhìn thấy dễ dàng trong năm tầng bậc từ chân đền. Người ta nói rằng phải mất ba thế hệ để hoàn thành ngôi đền đó. Ngôi đền nổi tiếng còn được biết đến là "Pancha Tale Mandira."

### Đền Bhairava Nath
Đền Bhairava Nath là nơi dành riêng cho Bhairava, một hình thái xuất hiện hung dữ của thần Shiva.

### Lun Dhwākhā (Cổng Vàng)

Cổng Vàng nổi tiếng thế giới ở Bhaktapur.

Lun Dhwākhā (Devanagari:लुँ ध्वाखा, Prachalit: 𑐮𑐸𑑃 𑐢𑑂𑐰𑐵𑐏𑐵, Cổng Vàng) được biết đến là đẹp nhất và đắt giá nhất của loại hình này trên thế giới. Cánh cửa nổi vọt lên bởi hình tượng của nữ thần Ấn Độ giáo Kali và Garuda (quái vật sư tử đầu chim huyền thoại) và có sự tham dự của hai nữ thần sắc đẹp tuyệt trần. Nó được tô điểm bởi những con quái vật và sinh vật thần thoại Ấn Độ giáo khác. Percy Brown, một nhà phê bình và sử gia nghệ thuật nổi tiếng người Anh đã mô tả Cổng Vàng là "tác phẩm nghệ thuật đẹp đẽ nhất trên toàn vương quốc, nó được đặt như một viên ngọc quý, lóe lên vô số khía cạnh trong khung cảnh đẹp xung quanh". Cổng được vua Ranjit Malla dựng lên và là lối vào sân chính của cung điện 55 cửa sổ.

### Cổng Sư tử
Cánh cổng tráng lệ và tuyệt đẹp được xây dựng bởi các nghệ nhân có bàn tay được cho là đã bị chặt đứt sau khi hoàn thành bởi vua Bhadgoun, người ghen tị nên đã làm vậy để không còn ai có thể tái tạo được những kiệt tác như vậy nữa.

### Đền Mini Pashupati
Đền thờ thần Shiva Mini Pashupati được cho là được xây dựng ngay trước cung điện sau khi vua Bhadgoan mơ về nó.